# Flight of the Amazon Queen
Flight of the Amazon Queen je počítačová hra, adventura typu Point & Click od Interactive Binary Illusions. Původně byla vydaná roku 1995, znovu vydaná jako Freeware v roce 2004 pro použití v ScummVM. Je velmi podobná známým adventurám devadesátých let z dílen LucasArts a byla inspirována sérií Monkey Island.

## Příběh
Děj se odehrává v roce 1949 a hráč dostane roli Joea Kinga, pilota k pronajmutí a majitele letadla Amazon Queen. Při jednom z letů pralesy se jeho letadlo zřítí do pralesa a Joe musí zachránit nejen svou pasažérku, známou filmovou hvězdu Faye Russelovou, ale také kmen Amazonek a svět před šíleným vědcem Ironsteinem a jeho továrnou na kožené kalhoty, kteří chtějí přeměnit kmen divošek na dinosauří válečníky.

## Vydání
První vydání hry provázely mnohé problémy. Když hra byla odeslána do Future Publishing magazínu Amiga Power, zjistilo se, že ve hře je přehlédnutý problém, který neumožňuje hru dohrát. Jonathan Nash, který problém odhalil, ihned informoval vydavatele, který rozhodl, že vydání bude pozdrženo o několik měsíců, ale tou dobou už hra byla odeslána do výroby. Pozdě bylo i na změnu v časopisu, který tak musel ohlásit nedokončenou hru, což bylo proti jejich zásadám, stejně jako když museli použít snímky obrazovky z PC verze.
V březnu 2004 byla hra vydána jako freeware a podpora pro její spuštění byla zahrnuta do programu ScummVM, čímž je možné hru hrát na operačních systémech Linux, Mac OS, Windows a dalších, včetně konzolí. Obě verze (disketová i CD-ROM) jsou k dispozici ke stáhnutí na stránkách ScummVM.

## Zajímavosti
- Verze pro Amigu je bez dabingu. Verze pro PC/Mac CD dabované jsou. Hlas strážkyně chrámu amazonek patří britské herečce Penelope Keith
- Několik postav ve hře namluvil William Hootkins
- Hra má několik podobností s televizním seriálem Tales of the Gold Monkey
- Letadlo s názvem Amazon Queen (Královna Amazonie) figuruje rovněž ve hře Belief & Betrayal